# Signe (Vorname)
Signe ist ein skandinavischer weiblicher Vorname, der gelegentlich auch in den baltischen Staaten vorkommt.

## Herkunft und Varianten
Die altnordische Form Signý ist abgeleitet aus sig(r) ‚Sieg‘ und einer Personalsilbe ný(r), die in altnordischen Namen häufig ist (Fafnir, Mjölnir usw.).
In Skandinavien sind verschiedene Bearbeitungen der Sage von "Hagbard und Signe", die sich schon bei Saxo Grammaticus und als wahrscheinlich mittelalterliche dänische Volksballade findet, sehr bekannt und haben zur Verbreitung des Namens beigetragen.
Frühe Formen finden sich als Sighni.
- dänisch: Signe [ˈsiːnə]
- schwedisch: Signe  [ˈsɪŋnə]
- norwegisch: Signe [ˈsɪgnə], seltener Signy
- altnordisch, isländisch[3][4] Signý

Als deutsche Übertragung findet sich Sign(h)ild.

## Verbreitung
- Dänemark: 13 661 (2015)[5]
- Schweden: 7 378 als Rufnamen, insgesamt (alle Vornamen) 18 273[6]
- Norwegen: Signe: 5 871 als ersten, 3 037 als einzigen Vornamen; Signy: 737 als ersten, 361 als einzigen Vornamen (2014)[7]
- Island: 216 (Signý, 2004; 0,14 %)[3]

## Namenstag
Namenstag ist der 23. August.

## Namensträgerinnen

### Form Signe
- Signe Toly Anderson (1941–2016), US-amerikanische Sängerin
- Signe Bruun (* 1998), dänische Fußballspielerin
- Signe Egholm Olsen (* 1980), dänische Schauspielerin
- Signe Emmeluth (* 1992), dänische Jazzmusikerin
- Signe Hasso (1915–2002), schwedisch-US-amerikanische Schauspielerin
- Signe Heiberg (* 1988), dänische Opernsängerin (Sopran)
- Signe Ibbeken (* 1966), deutsche Schriftstellerin und Schauspielerin
- Signe Iversen (* 1956), samische Autorin aus Norwegen
- Signe Johansson-Engdahl (1905–2010), schwedische Schwimmerin
- Signe Kivi (* 1957), estnische Politikerin und Künstlerin
- Signe Munch Siebke (1884–1945), norwegische Malerin
- Signe Paisjärv (1940–2016), estnische Tischtennisspielerin
- Signe Persson-Melin (1925–2022), schwedische Designerin
- Signe Pierce (* 1988), US-amerikanische Künstlerin (Performance, Fotografie, Video und digitale Kunst)
- Signe von Rappe (1879–1974), schwedische Sopranistin
- Signe Riisalo (* 1968), estnische Politikerin
- Signe Rink (1836–1909), grönländisch-dänische Schriftstellerin und Ethnografin
- Signe Marie Stray Ryssdal (1924–2019), norwegische Juristin und Politikerin
- Signe von Scanzoni (1915–2002), deutsche Sängerin, Tänzerin, Schauspielerin und Autorin
- Signe Schlichtkrull (* 1969), dänische Schriftstellerin
- Signe Seidel (* 1940), österreichische Schauspielerin
- Signe Sjølund (* 1992), dänische Handballspielerin
- Signe Søes (* 1983), dänische Orientierungsläuferin
- Signe Theill (* 1960), deutsche Installationskünstlerin

Zwischenname
- Kerstin Signe Danielsson (* 1983), schwedische Schriftstellerin
- Liv Signe Navarsete (* 1958), norwegische Politikerin

### Form Signy
- Signy (Wölsungen), mythologische Figur aus dem nordischen Sagenkreis

- Signy Aarna (* 1990), estnische Fußballspielerin
- Signy Coleman (* 1960), US-amerikanische Schauspielerin
- Halla Signý Kristjánsdóttir (* 1964), isländische Politikerin